# Rivellia humphreyi
Rivellia humphreyi är en tvåvingeart som beskrevs av Frey 1932. Rivellia humphreyi ingår i släktet Rivellia och familjen bredmunsflugor.
Artens utbredningsområde är Nigeria. Inga underarter finns listade i Catalogue of Life.